# Il était une fois en Chine
Pour les articles homonymes, voir Il était une fois.
Série
Il était une fois en Chine 2 : La Secte du lotus blanc
Pour plus de détails, voir Fiche technique et Distribution.
Il était une fois en Chine (黃飛鴻, Wong Fei Hung) est un film hong-kongais réalisé par Tsui Hark, sorti le 15 août 1991 Son histoire se répartit sur cinq volets.

## Synopsis
Il était une fois en Chine narre l'histoire de Wong Fei-Hong (1847-1924), personnage historique devenu une figure emblématique de la Chine Populaire. Descendant de la lignée des moines de Shaolin et médecin, Wong Fei-Hong doit se battre contre des brigands, mais aussi les Britanniques et les Américains qui s'immiscent de plus en plus en Chine.
Succédant à de nombreux comédiens de talents, Jet Li (Wong Fei-hong) s'est imposé comme l'incarnation idéale du héros en 1991, avant de céder la place à Chiu Mang Cheuk pour les volets 4 et 5.

## Fiche technique
- Titre : Il était une fois en Chine
- Titre original : Wong Fei Hung (黃飛鴻)
- Titre anglais : Once Upon a Time in China
- Réalisation : Tsui Hark
- Scénario : Yiu Ming Leung, Pik-yin Tang, Kai-Chi Yun et Tsui Hark
- Production : Tsui Hark
- Musique : Romeo Díaz et James Wong
- Photographie : Chan Tung-Chuen, Wilson Chan, David Chung, Andy Lam, Arthur Wong et Bill Wong
- Montage : Marco Mak
- Pays d'origine : Hong Kong
- Format : Couleurs - 2,35:1 - Mono - 35 mm
- Genre : Kung-fu, aventure
- Durée : 134 minutes
- Dates de sortie :

 Hong Kong : 15 août 1991

## Distribution
- Jet Li : Wong Fei-hung
- Yuen Biao : Leung Fu
- Rosamund Kwan : Tante Yee
- Jacky Cheung : Su le bègue
- Steve Tartalia : Tiger
- Kent Cheng : Gras Double
- Jonathan Isgar : Jackson
- Shi-Kwan Yen (VF : Patrick Borg) : Yan Chendong, dit "Habit de fer"
- Mark King : Le général britannique
- Sek Kin : Le vieil homme qui donne un conseil
- Shun Lau : Le commandant
- Wu Ma : Un vieil homme
- Kam-Fai Yuen : Kai

## Suites
- Il était une fois en Chine 2 : La Secte du lotus blanc, réalisé par Tsui Hark, sorti en 1992.
- Il était une fois en Chine 3 : Le Tournoi du Lion, réalisé par Tsui Hark, sorti en 1993.
- (non officiel) Claws of Steel, réalisé par Wong Jing et Yuen Woo-ping, sorti en 1993.
- Il était une fois en Chine 4 : La Danse du dragon, réalisé par Yuen Bun, sorti en 1993.
- Il était une fois en Chine 5 : Dr Wong et les pirates, réalisé par Tsui Hark, sorti en 1994.
- Il était une fois en Chine 6 : Dr Wong en Amérique, réalisé par Sammo Hung, sorti en 1997.

## Autour du film
- La voix de Jet Li a été doublée pendant la post-production, puisque ce dernier ne parlait pas encore cantonais. Pendant le tournage, il donnait ses répliques en mandarin.
- À cause d'une importante blessure à la cheville lors du tournage, Jet li est doublé pour une partie de ses scènes de combat, principalement par Hung Yan Yan.

## Récompenses
- Nominations pour le meilleur film, meilleur second rôle masculin (Jacky Cheung), meilleure photographie (David Chung) et meilleure direction artistique, lors des Hong Kong Film Awards 1992.
- Prix du meilleur réalisateur, meilleures chorégraphies (Cheung-Yan Yuen, Lau Kar Wing et Sunny Yuen), meilleur montage (Marco Mak) et meilleure musique, lors des Hong Kong Film Awards 1992.

## Voir également